# Třída Katori (1905)
Třída Katori byla třída predreadnoughtů japonského císařského námořnictva postavených v britských loděnicích podle modifikovaných plánů bitevních lodí Royal Navy. Byly to poslední japonské bitevní lodě postavené zahraničními loděnicemi. Zároveň to byly poslední japonské bitevní lodě vybavené klounem. Celkem byly postaveny dvě jednotky této třídy. Ve službě byly v letech 1906–1922. Po vyřazení byly sešrotovány.

## Stavba
Dvě bitevní lodě této třídy byly objednány ve Velké Británii v průběhu rusko-japonské války. Jejich konstrukce vycházela z britské třídy King Edward VII, přičemž měla posílenou výzbroj a zeslabené pancéřování. Stavba proběhla v letech 1904–1906. Provedly ji britské loděnice Armstrong v Elswicku a Vickers v Barrow-in-Furness.
Jednotky třídy Kašima:
| Jméno  | Loděnice  | Založení kýlu  | Spuštěna         | Vstup do služby | Poznámka                         |
| ------ | --------- | -------------- | ---------------- | --------------- | -------------------------------- |
| Kašima | Armstrong | 29. února 1904 | 22. března 1905  | 23. května 1906 | Vyřazena 1922, sešrotována 1924. |
| Katori | Vickers   | 27. dubna 1904 | 4. července 1905 | 20. května 1906 | Vyřazena 1922, sešrotována 1924. |

## Konstrukce

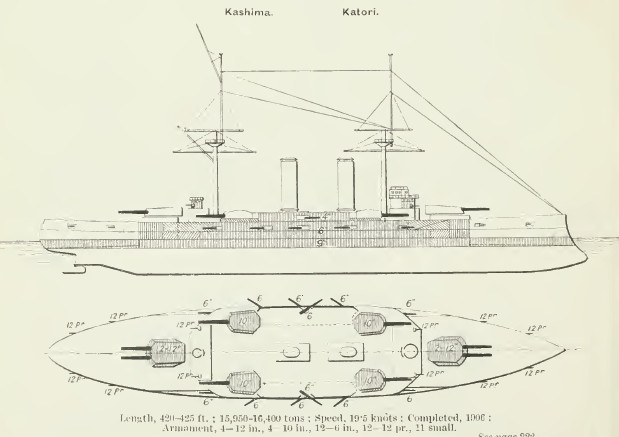
Základní uspořádání třídy Katori

Výzbroj tvořily čtyři 305mm kanóny ve dvoudělových věžích, které doplňovaly čtyři 254mm kanóny v jednodělových věžích. Dále nesly dvanáct 152mm kanónů, šestnáct 76mm kanónů a pět 457mm torpédometů. Pohonný systém tvořilo 20 kotlů Niclausse a dva parní stroje s trojnásobnou expanzí o výkonu 16 600 shp (Katori 15 800 shp), pohánějící dva lodní šrouby. Nejvyšší rychlost dosahovala 18,5 uzlu. Dosah byl 10 000 námořních mil při rychlosti 10 uzlů.

### Modifikace
Za první světové války byly doplněny dva protiletadlové 76mm kanóny.